# Goldeule
Die Goldeule oder Neu-Britannien-Schleiereule (Tyto aurantia) ist eine Vogelart aus der Familie der Schleiereulen (Tytonidae). Die nur von wenigen Sichtungen bekannte und bislang kaum erforschte Art kommt nur auf der Insel Neu-Britannien vor, wo sie tropischen Regenwald und überwucherte Bergschluchten bewohnt. Von den Einheimischen wird diese Eule aufgrund ihres Rufes a kakaula, akaka oder a kaika genannt. Die Goldeule gilt vor allem wegen ihres begrenzten Lebensraums als gefährdet.

## Merkmale

### Körperbau und Aussehen
Goldeulen erreichen ausgewachsen Größen von etwa 27 bis 33 cm, die Flügellänge liegt zwischen 220 und 230 mm, womit sie zu den kleineren Vertretern ihrer Familie gehören. Über das Gewicht liegen keine Angaben vor. Der Körperbau entspricht mit einem großen Kopf, ausgeprägtem Gesichtsschleier und eher kurzem Schwanz dem einer typischen Schleiereule. Die Läufe sind recht lang, die Fänge jedoch verhältnismäßig schwach ausgebildet. Der Schnabel ist kräftig und stark gebogen. Das Gefieder zeigt eine blasse, golden-rotbraune Grundfärbung, die oberseits tendenziell etwas dunkler wirkt. An der Oberseite finden sich dunkelbraune, V-förmige Markierungen mit einem blassen Fleck in der Mitte, in dem sich wiederum ein kleiner, schwarzer Punkt befindet. Diese sind an Rücken und Flügeldecken groß und ausgeprägt, während sie in Richtung Nacken und Scheitel zunehmend kleiner werden. Schwung- und Steuerfedern sind auffällig dunkelbraun gebändert, an den Handschwingen findet sich außerdem ein dunkler Fleck an der Spitze. Der Gesichtsschleier ist unmarkiert gelblich-braun, mit einem etwas dunkleren, rotbraunen Rand. An der Unterseite ist das Gefieder mit dunkelbraunen, leicht herzförmigen Flecken gesprenkelt. Die Läufe sind von blass orange-braunen Federn bedeckt, nur die hellgrau bis leicht gelblich gefärbten Zehen sind unbefiedert. Der Schnabel ist hornfarben bis weißlich. Die Iris der sehr großen Augen zeigt ein dunkles Braun. Jungvögel der Goldeule sind bislang unbeschrieben, ähneln aber vermutlich in ihrem Aussehen denen verwandter Arten.

### Stimme
Die Lautäußerungen der Art sind bislang kaum dokumentiert. Bewohner von Neu-Britannien berichten von einem wie a kakaula oder ähnlich klingenden Ruf, der der Goldeule auch ihren örtlichen Namen eingebracht haben soll, sowie von einer Reihe als „zischend“ und „kreischend“ beschriebener Laute, deren Funktion jedoch unklar ist.

## Habitat und Lebensweise
Die Goldeule bewohnt vor allem tropischen Regenwald mit vereinzelten Lichtungen im Tiefland der Insel, ist jedoch auch von mit Bäumen und Büschen bewachsenen Schluchten in montanen Habitaten bekannt. Im Nakanai-Gebirge konnte die Art bis auf etwa 1830 m Höhe nachgewiesen werden. Goldeulen sind ausschließlich nachtaktiv, über ihr Verhalten liegen jedoch keine weiteren Informationen vor. Als Beute sicher nachgewiesen sind bislang nur kleine Nagetiere, der Verzehr anderer kleiner Wirbeltiere und Insekten wird als wahrscheinlich angenommen. Die Art gilt als Standvogel. Alle Aspekte der Brutbiologie sind unbekannt, weder Nester noch Eier der Art wurden bislang beschrieben.

## Verbreitung und Gefährdung
Die Goldeule ist ein endemischer Bewohner Neu-Britanniens, der Hauptinsel des nordöstlich von Neuguinea gelegenen Bismarck-Archipels. Dieser räumlich begrenzte Lebensraum macht die Art anfällig für menschengemachte Veränderungen ihres Habitats, wobei vor allem die Abholzung der Regenwälder der Insel zu nennen ist. Die IUCN geht von einer globalen Population von etwa 2.500 bis 10.000 adulten Individuen aus, die Bestände entwickeln sich negativ. Entsprechend stuft die Organisation die Goldeule mit Stand 2018 als vulnerable („gefährdet“) ein.

## Systematik
Die Erstbeschreibung der Goldeule stammt aus dem Jahr 1881 und geht auf den italienischen Ornithologen Tommaso Salvadori zurück. Als wissenschaftlichen Namen der neuen Art wählte Salvadori das Binomen Strix aurantia, womit er sie zunächst in die Familie der Eigentlichen Eulen (Strigidae) stellte. Das Artepitheton entstammt dem Lateinischen und bedeutet in etwa „orangefarben“, was vermutlich Bezug auf die Gefiederfärbung der Goldeule nimmt. In der Folge wurde die Art zu den Schleiereulen (Tyto) gestellt, wo sie bis heute verblieben ist. Molekulargenetische Studien ergaben außerdem, dass die Goldeule das Schwestertaxon zu einer Klade bestehend aus Molukkeneule (T. sororcula) und Neuhollandeule (T. novaehollandiae) darstellt, die damit ihre nächsten Verwandten sind. Die Art gilt derzeit als monotypisch.